# Romerike

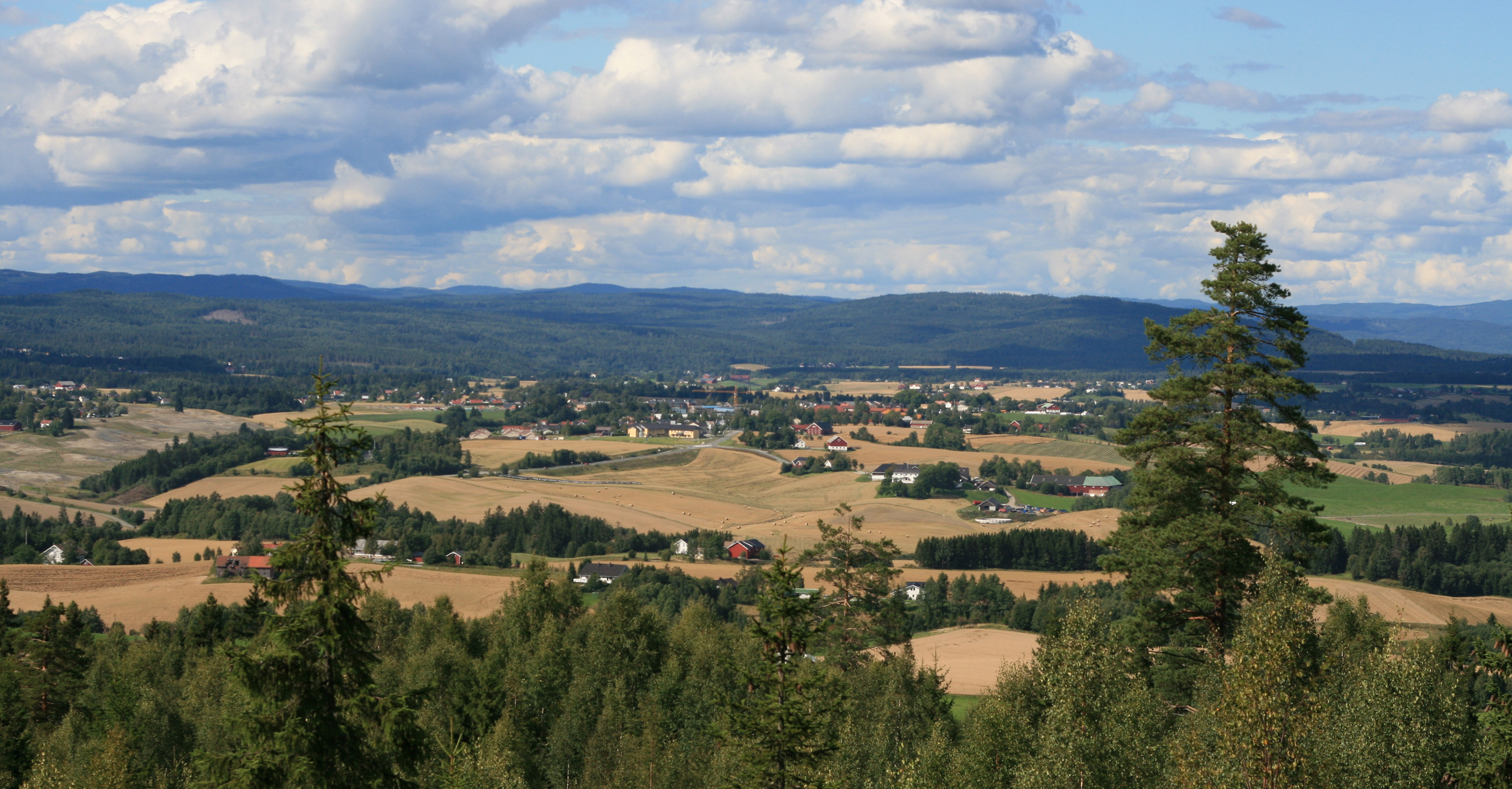
Vy över en del av kommunen Gjerdrum i Romerike, med Ask i bildens mitt.

Romerike är en norsk region. Den ligger norr om Oslo och är en del av Akershus fylke i Norge. I Romerike ligger bland annat Gardermoens flygplats. I Romerike flyter älvarna Glomma och Vorma ihop. Området har en hel del jordbruk.

## Namnet
Namnet Romerike kan härledas till ljudet från älvarnas forsar («raumarenes rike», av raumr: «larm, dunder»). Raumerna var en tidig nordisk folkstam som omnämns i de isländska sagorna. Eventuellt är de även omnämnda i Beowulfkvädet under den anglosaxiska namnformen reamas.

## Kommuner
Øvre Romerike: Gjerdrums kommun, Ullensakers kommun, Nannestads kommun, Eidsvolls kommun, Nes kommun och Hurdals kommun.
Nedre Romerike: Aurskog-Hølands kommun, Lillestrøms kommun, Lørenskogs kommun, Nittedals kommun och Rælingens kommun